# Dolok Oan
Der Dolok Oan, auch bekannt unter dem Namen Jesus-Backside-Beach (lit. Strand im Rücken von Jesus, tetum Cristo Rei Kotuk) ist ein Strand östlich der osttimoresischen Landeshauptstadt Dili. Er liegt zwischen dem Kap Fatu Cama im Westen und dem Ponta Fatossídi an der Bucht von Fatu Cama (Straße von Wetar). Das Gebiet gehört zum Suco Hera (Verwaltungsamt Cristo Rei, Gemeinde Dili). Jenseits des schmalen Kaps Fatu Cama liegt der Stadtstrand Areia Branca.
Der Strand wird „Jesus-Backside-Beach“ genannt, weil er im Rücken der monumentalen Christusstatue Cristo Rei liegt, die auf dem Kap Fatu Cama steht. Aus der Kolonialzeit stammt wohl die Bezeichnung Praia dos Portugueses (Strand der Portugiesen), auf Mitglieder der UN-Blauhelme in der Zeit nach der indonesischen Besetzung dürfte der Name Kiwi Beach zurückzuführen sein.
Da es keine touristische Einrichtungen am Stand gibt, gilt er trotz seiner Nähe zur Stadt Dili als relativ einsam und naturbelassen, gerade im Vergleich zum Areia Branca, auf der anderen Seite des Kaps Fatu Cama, der der offizielle Stadtstrand der Landeshauptstadt ist. Beide Strände gehören aber zur Important Bird Area und Wildschutzgebiet Areia Branca.
2024 wurde eine Straße um das Kap Fatu Cama gebaut. Zuvor war der Strand nur zu Fuß zu erreichen.

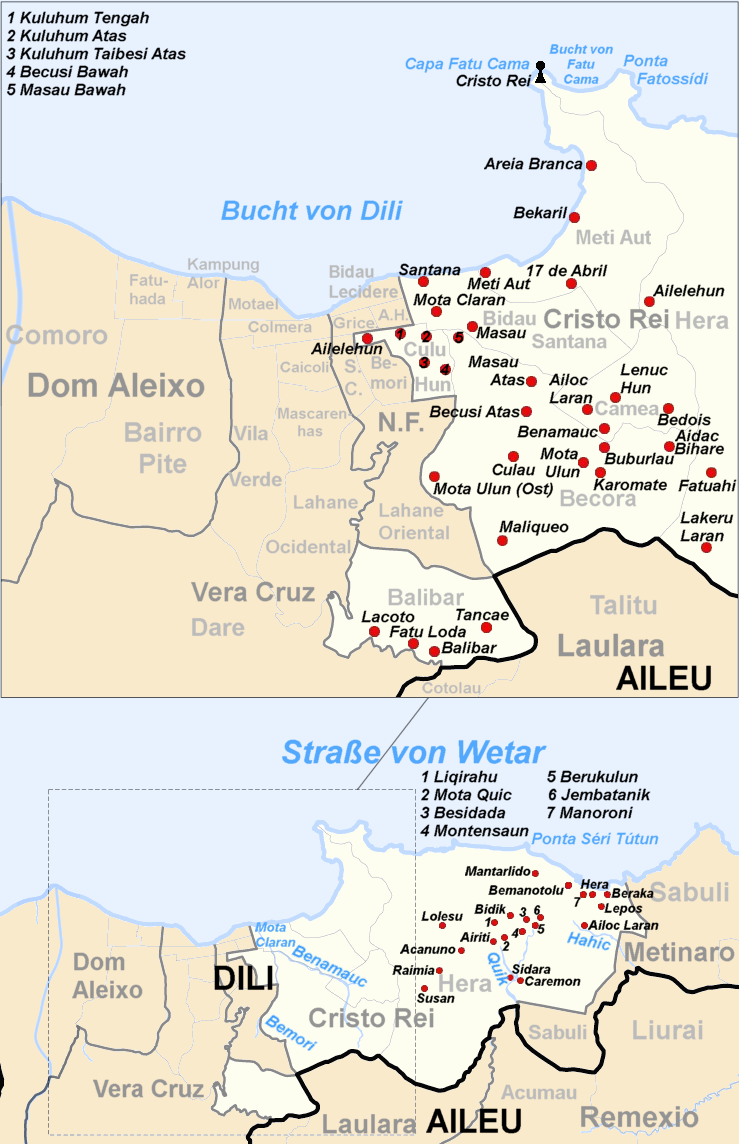
Karte des Verwaltungsamts Cristo Rei mit der Bucht von Fatu Cama